# Jüdischer Friedhof (Sarre-Union)

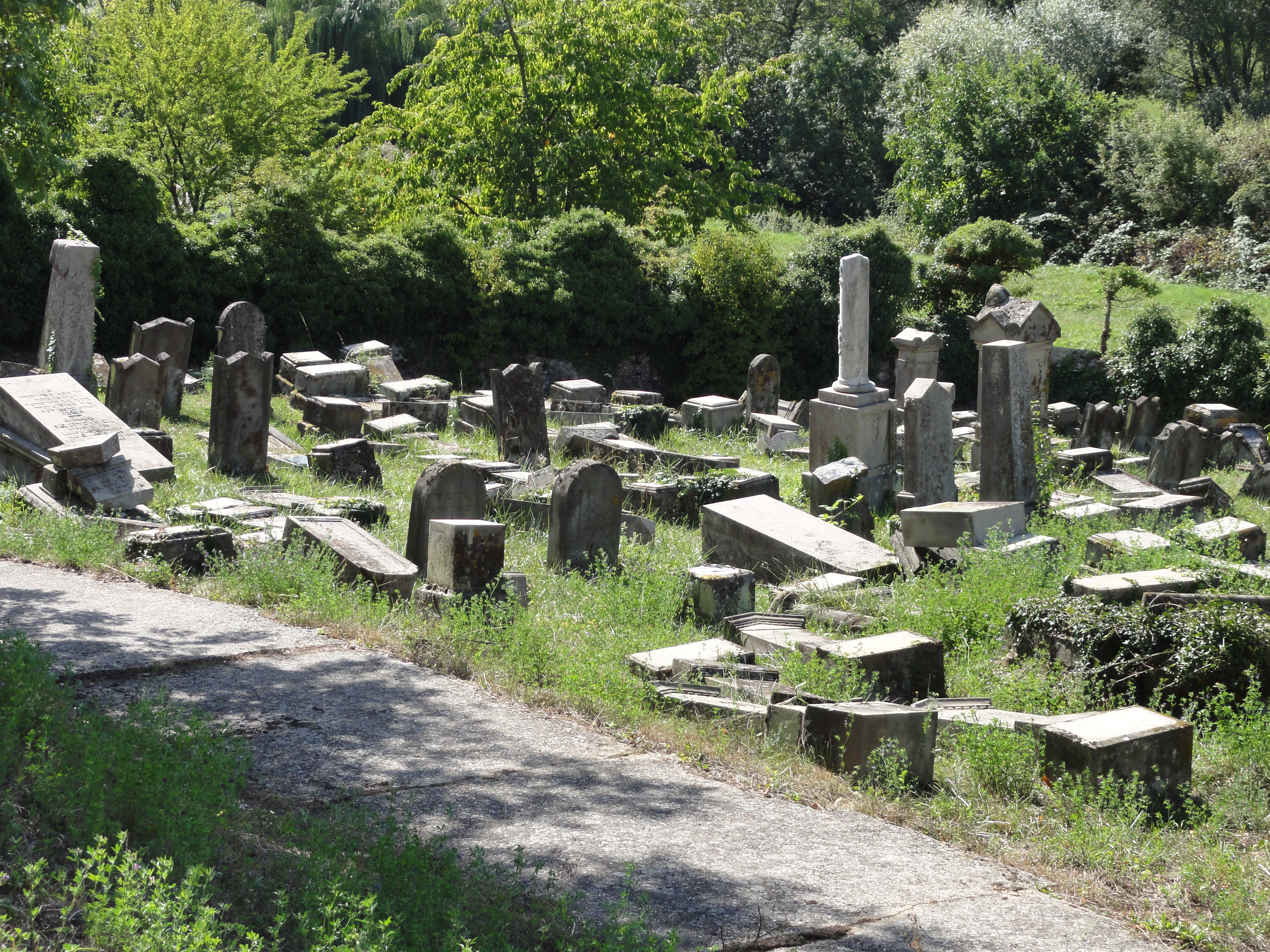
Jüdischer Friedhof in Sarre-Union

Der Jüdische Friedhof in Sarre-Union, einer französischen Gemeinde im Département Bas-Rhin der Region Grand Est, wurde in der zweiten Hälfte des 18. Jahrhunderts angelegt. Der jüdische Friedhof am Chemin Axmatt wird bis heute von den in Sarre-Union und der Umgebung lebenden jüdischen Familien belegt. Auf dem Friedhof befinden sich etwa 400 Grabsteine.

## Friedhofsschändungen
Im Jahr 1988 wurden 60 Grabsteine umgeworfen. 2001 wurden 54 Gräber und im Februar 2015 wurden etwa 250 Gräber verwüstet.